# Chimay (municipi)
Chimay (francès) o Chimai (en való) és un municipi belga a la província d'Hainaut a la regió valona. L'1 de gener del 2024 tenia 9.687 habitants.

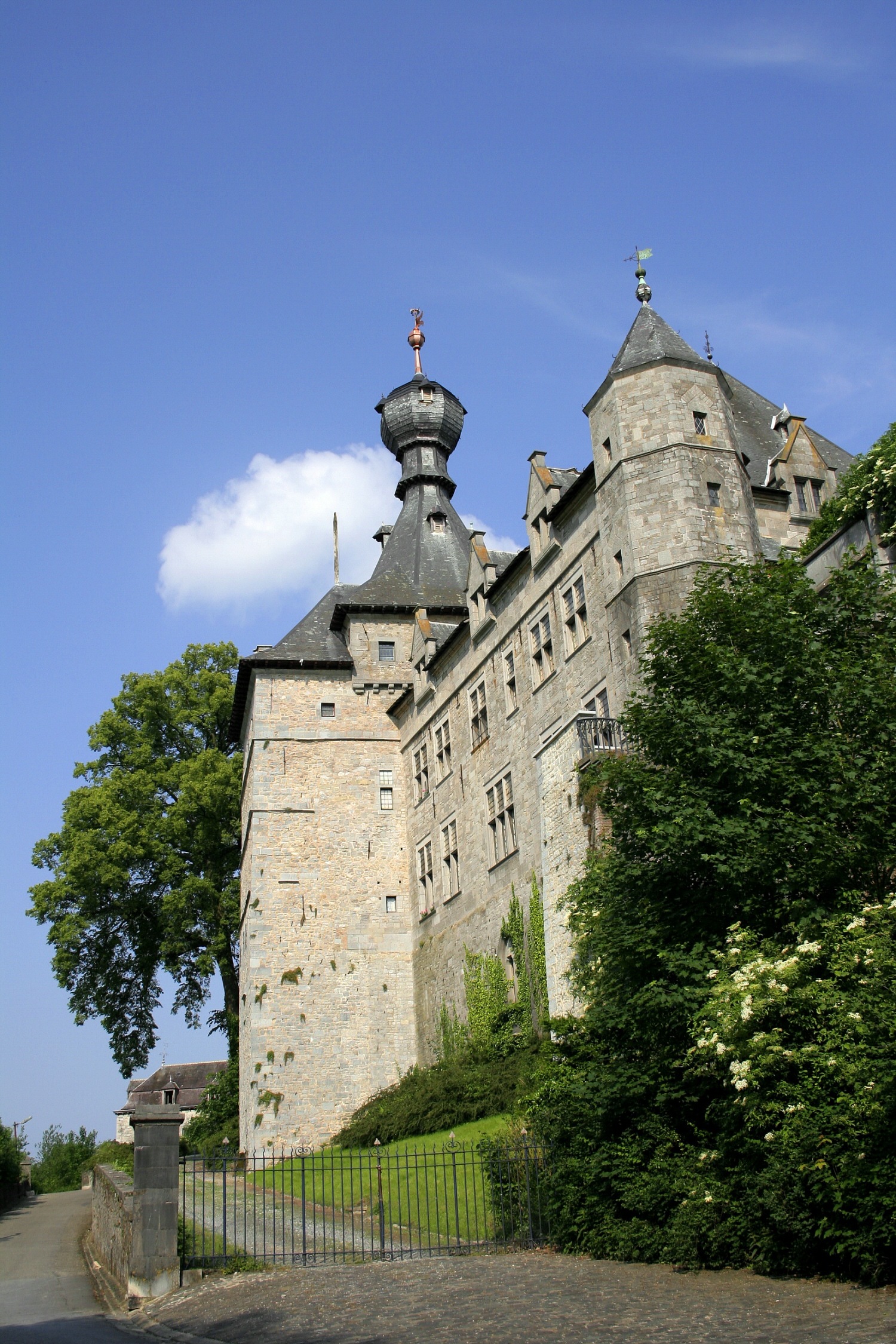
Castell de Chimay

Chimay és principalment conegut per la cervesa que porta el seu nom i que es fa a l'abadia de Chimay.

## Fills il·lustres
- Jules Denefve (1814-1877) compositor musical.